# Полуостров Мамонта
Полуостров Ма́монта — крупный полуостров на крайнем севере Западной Сибири, образующий собой центральную часть северной оконечности более крупного Гыданского полуострова. Омывается Гыданской и Юрацкой губами Карского моря.
Назван в 1922 году экспедицией на шхуне «Агнесса» по найденной здесь в 1866 году туше мамонта.
С северо-запада на юго-восток полуостров вытянут почти на 120 км. Средняя ширина — около 50 км. Рельеф представляет собой низменную, немного всхолмлённую равнину. Максимальная высота над уровнем моря — 59 м. Растительность тундровая. Местами территория заболочена.
Береговая линия ровная, за исключением юго-западной и северо-восточной оконечностей. На юго-западе в берег между мысами Нядасаля и Ехэнэче-Саля врезается глубокий залив протяжённостью почти 20 км. Восточнее него находится бухта Няда. Омывающие полуостров воды бо́льшую часть года покрыты льдом.
На полуострове множество озёр и небольших рек. Крупнейшие из озёр: Периптавето, Лангто и Вэнгато. Реки впадают как в Гыданскую (на юге и востоке), так и в Юрацкую (на северо-востоке) губы. Наиболее значимые из них: Есяяха, Юнъяха, Салем-Лекабтамбда, Нерояха и Яраяха.
На побережье северо-западной оконечности полуострова в устье Салем-Лекабтамбды находится населённый пункт — Матюй-Сале, а на северо-востоке, на правом берегу Есяяхи — небольшой рыболовецкий поселок.
Дорог нет. Ближайший зимник, соединяющий посёлки Гыда и Лескино, проходит чуть восточнее полуострова.
Полуостров относится к Ямало-Ненецкому автономному округу Тюменской области, на востоке гранича с Красноярским краем. Северная и северо-западная части полуострова входят в состав Гыданского природного заповедника.